# تمزق (فلم)
تمزق هو فيلم تلفزي مغربي من إخراج سعد الشرايبي سنة 2007، وبطولة كل من محمد مروازي، هدى الريحاني، محمد بسطاوي، لطيفة أحرار، فريد الركراكي، نجاة الوافي، سعيد باي، بشرى أهريش، وآخرون.

## القصة
يحكي الفيلم قصة الشاب (المختار)، الذي اتسمت طفولته بحادث وفاة أمه أثناء وضعها لشقيقته. هذا المصاب الأليم جعل الأب يحمل الطفلة مسؤولية وفاة الأم ويعاملها بقسوة، الأمر الذي دفعها إلى الانتحار.
يكبر المختار وينتقل للدراسة والعيش بالمدينة، ثم يتزوج بعد ذلك بصديقة له وينجب منها طفلا. لكن السعادة التي أحاطت بعش الزوجين سرعان ما تنهار أمام توالي موجات الخلاف والتصادم المستمرين. ويحاول صديقا الأسرة (سلطان) و(كنزة) إعادة المياه إلى مجراها الطبيعي بين الزوجين.

## روابط خارجية
- مقالات تستعمل روابط فنية بلا صلة مع ويكي بيانات